# Alnwick Garden
Alnwick Garden je komplex formálních zahrad patřících k hradu Alnwick ve městě Alnwick v hrabství Northumberland v Anglii. Zahrady mají dlouhou historii pod vládou vévodů z Northumberlandu, později ovšem upadly do havarijního stavu a znovu byly obnoveny až ve 21. století. Nyní se v zahradách nachází různorodé množství prvků rozmístěných kolem centrální vodní kaskády. Obnova zahrad vedla k několika veřejným sporům mezi vévodkyní z Northumberlandu a několika zahradními experty, kvůli obavám o zachování zahrad a nakládání s veřejnými fondy. Zahrady nyní patří charitativnímu fondu, který je mimo majetek Northumberlandů, přestože 12. vévoda z Northumberlandu daroval 17 ha pozemků a věnoval 9 milionů liber na výdaje na znovuvybudování zahrad.

## Historie
První zahrada vznikla v roce 1750 za 1. vévody z Northumberlandu, který zaměstnal Capabilityho Browna, významného northumberlanduského zahradníka, aby krajinářsky upravil park sousedící s Alnwickým muzeem.
3. vévoda byl sběratelem rostlin a stál za století vývoje zahrad – koupil semínka z celého světa a pěstoval ananasy v pařeništích. V polovině 19. století nechal 4. vévoda vybudovat zahradu ve stylu italského parku s velkou zimní zahradou. Na konci století byly zahrady s tisovými topiary, lipovou alejí a hektary květin na svém vrcholu.
Během druhé světové války s kampaní „Kopej za vítězství“, kdy se městské parky a soukromé zahrady přetvářely na zeleninové záhony, byly zdejší zahrady zplanýrovány a osázeny zeleninou a brzy poté byly odsouzeny k zániku. Jako pracovní zahrada přestala sloužit v roce 1950.

## Obnova
Obnovu zahrad iniciovala Jane Percy, vévodkyně z Northumberlandu v roce 1997. Návrh a provedení vedli belgičtí krajinářští architekti Jacques a Peter Wirtzovi. Jedná se o nejambicióznější novou zahradu, která vznikla ve Spojeném království po druhé světové válce jejíž celkový rozpočet vyšel na 42 milionů liber.
První fáze obnovy začala v říjnu 2001 a zahrnovala výstavbu vodní kaskády a počáteční osázení zahrad. V roce 2004 byl otevřen velký stromový dům, kde se nachází kavárna. V roce 2006 byl otevřen pavilon a návštěvnické centrum s kapacitou pro 1000 lidí, které navrhl Sir Michael Hopkins a Buro Happold. Střechu pavilonu s návštěvnickým centrem tvoří valená klenba s mřížovou konstrukcí. V zahradách se nachází množství vodních a krajinářských prvků, topiarů a dekorativních bran.

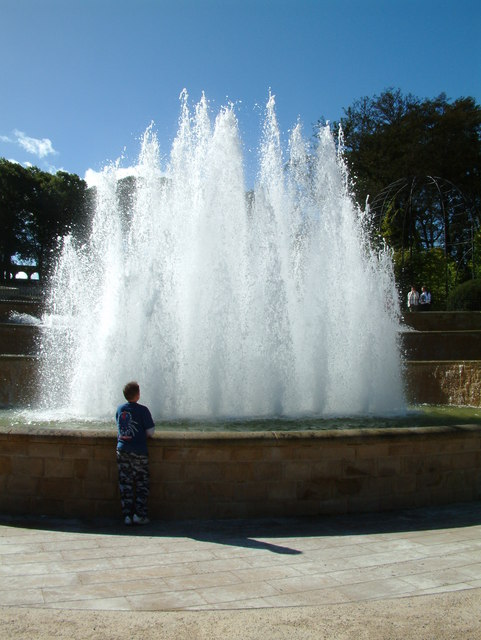
Fontána
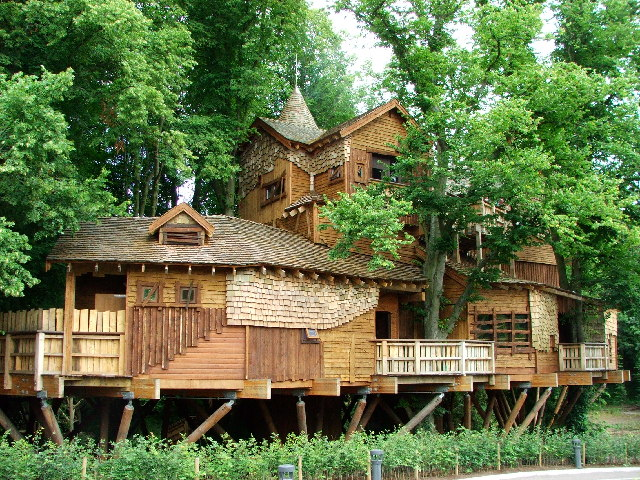
Stromový dům
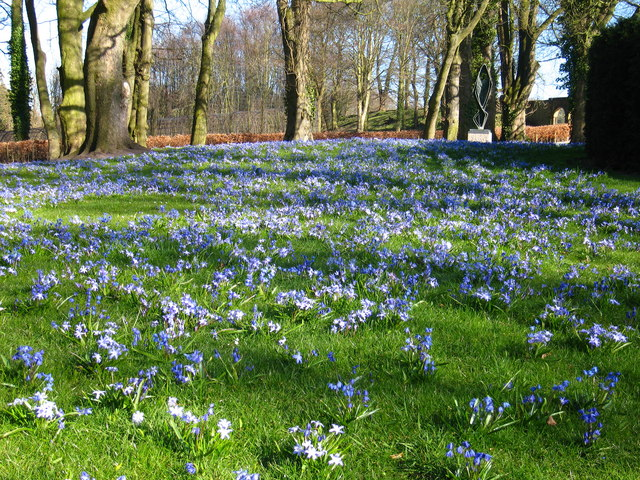
Modrý lán
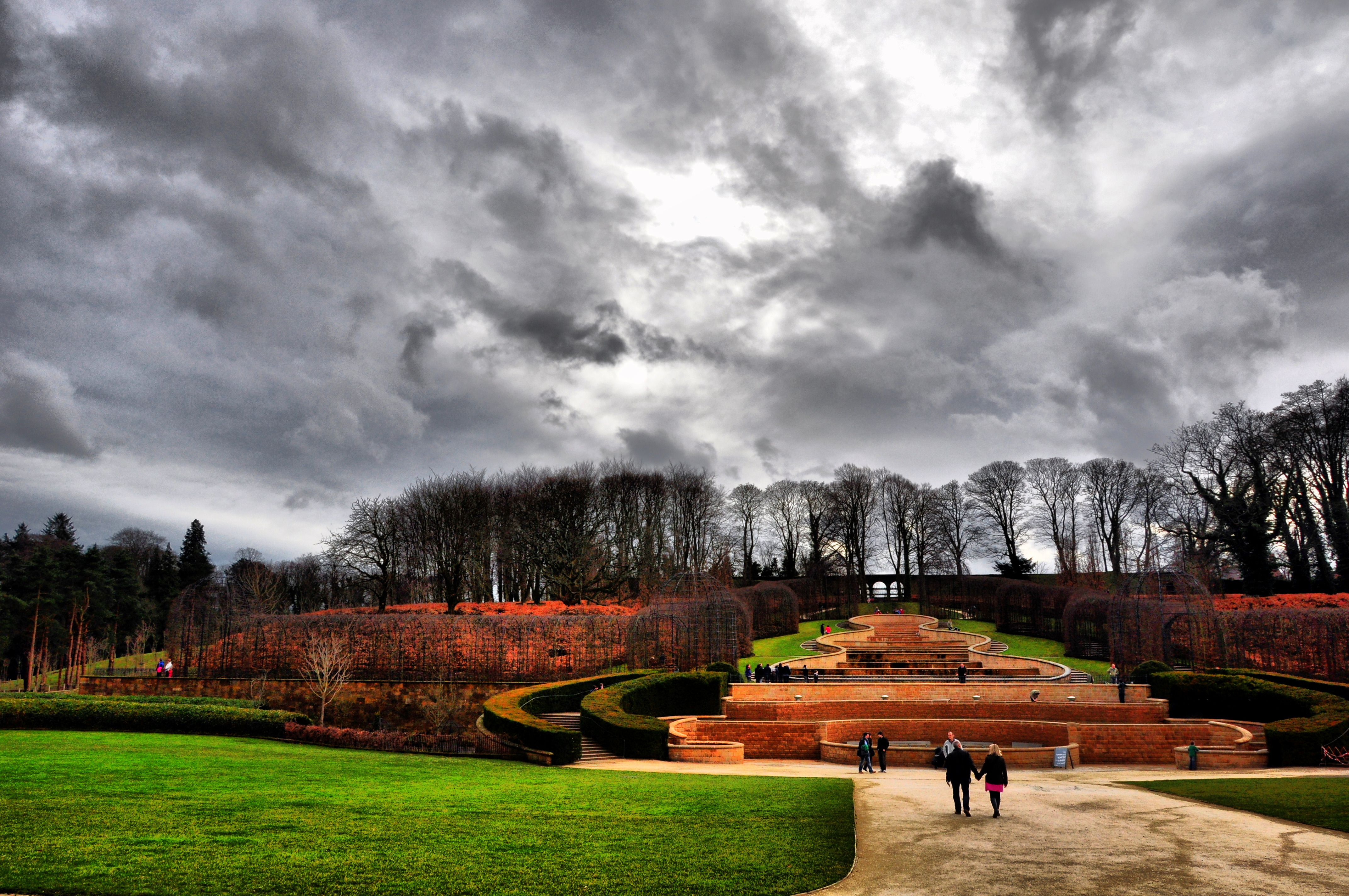
Pohled na park v zimě
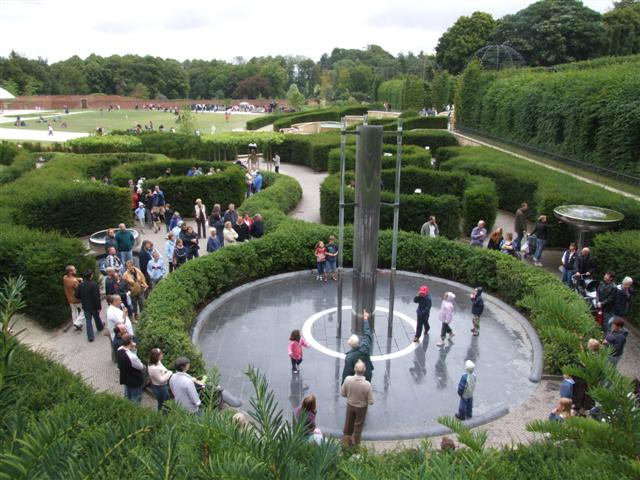
Vodní prvek
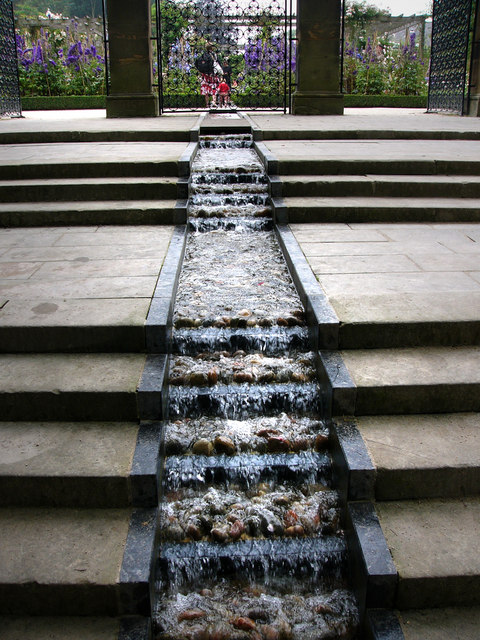
Vodní prvek
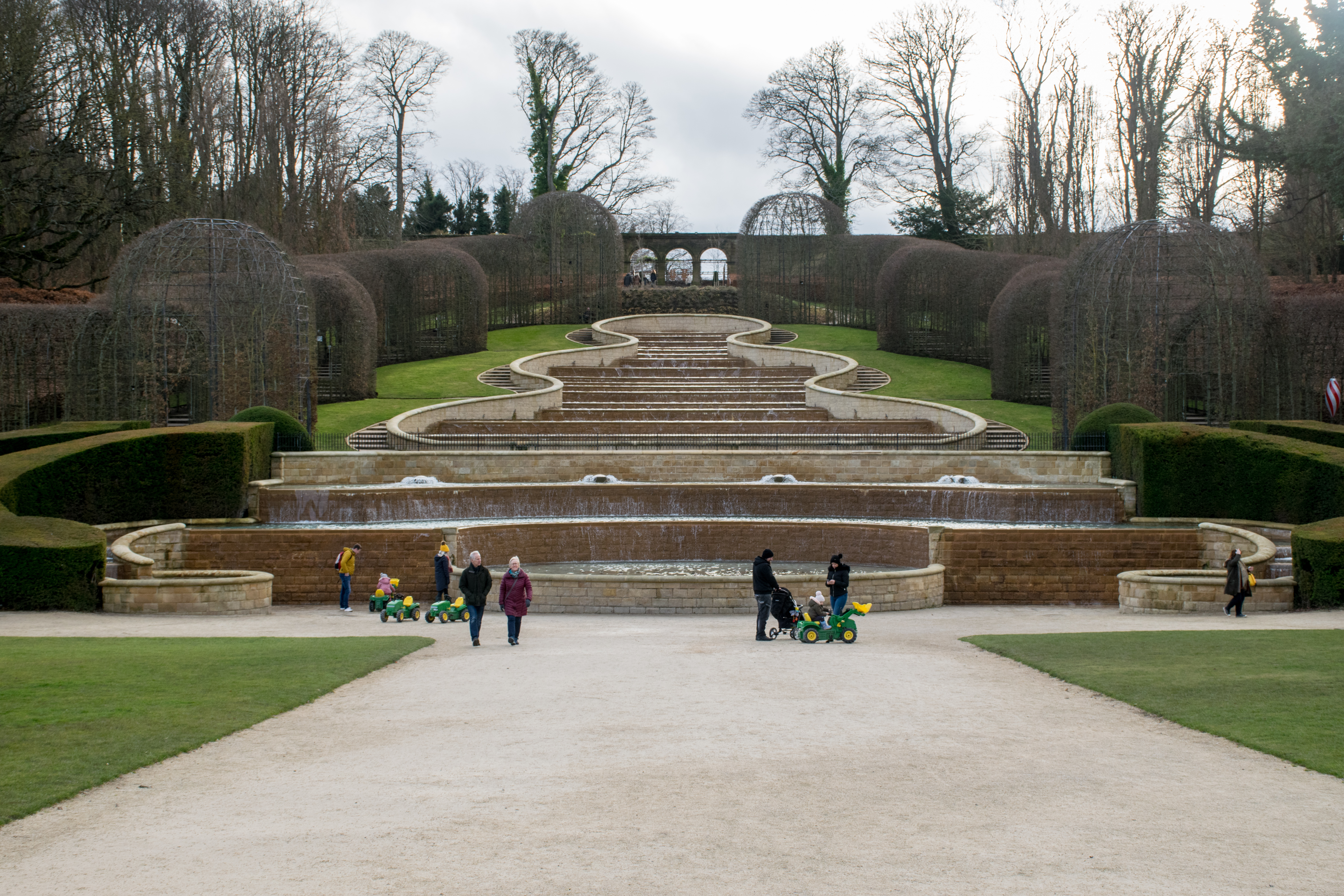
Vodní kaskáda
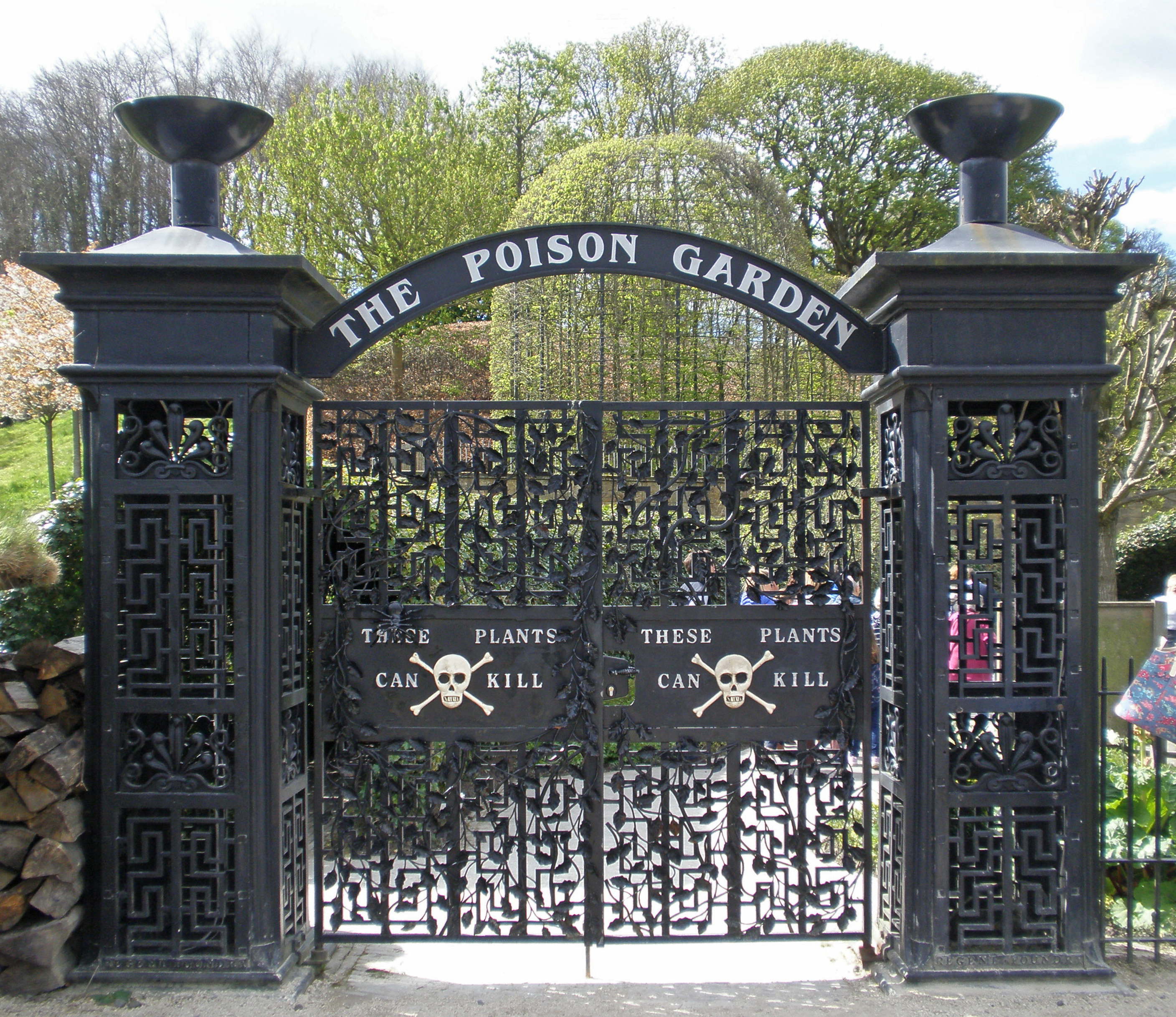
Brána do Jedové zahrady

## Jedová zahrada
V únoru 2005 ke komplexu přibyla zahrada v níž se nachází množství jedovatých a omamných rostlin. Myšlenka zřídit jedovou zahradu patří samotné vévodkyni, která si přála zahradu, jenž se bude lišit od běžných zahrad a potencionálně svou odlišností zaujme a bude vzdělávat veřejnost. Mezi druhy zde pěstovaných rostlin se nachází např. kulčiba dávivá, která obsahuje strychnin a patří k nejjedovatějším keřům na světě. Dále také rulík zlomocný, který způsobuje halucinace a paralýzu. Dále lze jmenovat bolehlav, skočec (zdroj ricinového oleje a ricinu), náprstník, durman či štědřenec. Myšlenkou zahrady je také vzdělávat o drogách, proto se zde nachází i konopí, koka a mák, ze kterého se vyrábí opium. O nebezpečnosti zahrady varují nápisy a lebky se zkříženými hnáty na kované bráně do zahrady. Jedová zahrada je jeden z hlavních důvodů proč lidé zahrady navštěvují.